# アルフォンソ・フェレロ・ラ・マルモラ
アルフォンソ・フェレロ・ラ・マルモラ（イタリア語: Alfonso Ferrero La Marmora, 1804年11月18日 - 1878年1月5日）は、イタリアのイタリア統一運動時代の政治家、軍人、愛国者である。サルデーニャ王国首相、イタリア王国の首相を務めた。兄に同じくイタリア統一に貢献したアルベルト・フェレロ・ラ・マルモラとアレッサンドロ・フェレロ・ラ・マルモラがいる。

## 生涯

### サルデーニャ王国時代

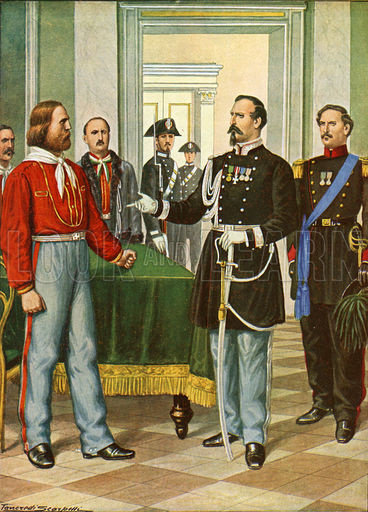
ガリバルディとラ・マルモラの邂逅

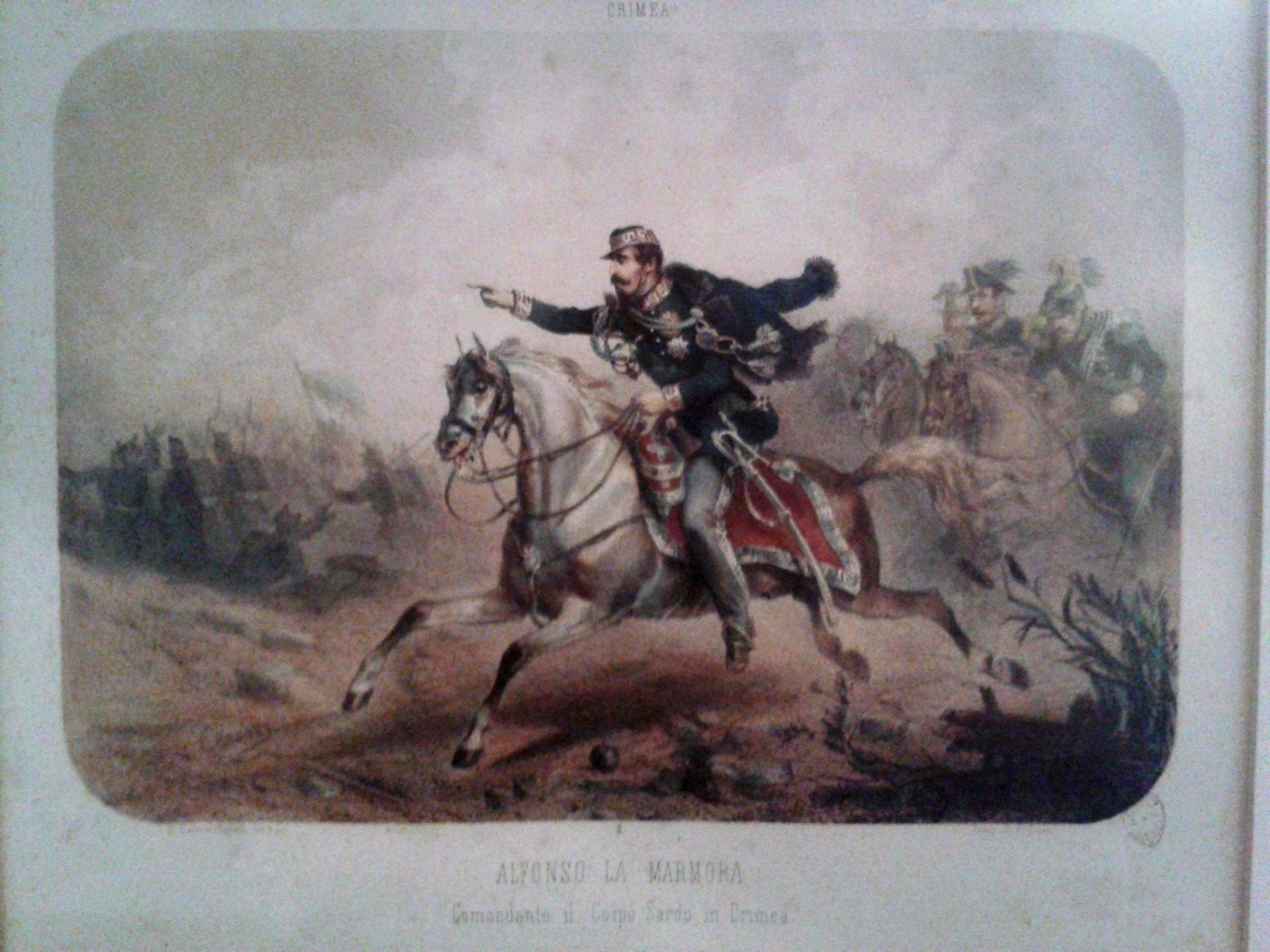
クリミア戦争でのラ・マルモラ

1804年11月18日トリノに生まれ、1823年にサルデーニャ軍に入隊。第一次イタリア独立戦争ではペスキエーラの包囲で武勲を残し、少佐の地位を獲得した。また1848年8月5日には、サルデーニャ王国が劣勢に立たされていると知りトリノで発生した市民暴動から国王カルロ・アルベルトを保護する。それら功績が認められ、1848年10月27日にはペローネ内閣でサルデーニャ王国戦争大臣に任命された。その後、ジョベルティ内閣、ダゼーリョ内閣、カヴール内閣でも断続的にサルデーニャ王国戦争大臣を務め、サルデーニャ王国がイタリア王国に発展解消するまでに計7度も戦争大臣に任命されている。またその間にはクリミア戦争にも指揮官として参戦し、サルデーニャ王国の国際社会における地位向上に貢献した。
1859年には第二次イタリア独立戦争に参戦。当初は前線で指揮に立っていたが、戦時中を鑑みてカヴールの退陣後は軍人でありながらもサルデーニャ王国首相に就任する。戦時内閣を組閣し、トリノからサルデーニャ軍を指揮した。なお、ラ・マルモラは軍人出身者としては最後のサルデーニャ王国首相であった。

### イタリア王国時代
1860年、イタリア王国として統一が果たされた後はカヴールに再び首相の席を譲ると、プロイセン王国およびロシア帝国にイタリア王国を国家承認してもらうためベルリンとサンクトペテルブルグに赴いた。帰国後はナポリでイタリア王国軍の中尉を務め、1864年からは第6・7代イタリア王国の首相を務めた。
首相辞任後、ラ・マルモラはオーストリア＝ハンガリー帝国に対抗するためのプロイセン王国との同盟を仲介し、第三次イタリア独立戦争勃発後は指揮を執った。しかしラ・マルモラは、イタリア王国の優位性を活かせず6月23日のクストーツァの戦いで敗北を喫し、多くの批判に晒されて失意のうちに軍人を引退した。
1867年には、フランス軍のローマ遠征と教皇領駐屯に反対する為にパリに派遣され、説得に成功。1870年にイタリア王国がローマを占領した後は、新首都の王室中尉に任命された。1878年1月5日、フィレンツェで死去。